# 2SPICY
『2SPICY／TOO SPICY（トゥースパイシー／とぅーすぱいしー）』とは、セガによって2007年4月にリリースされた、対戦型のアーケードガンシューティングゲームである。

## 概要
既存のガンシューティングゲームは、「画面だけが動いて、そこに現れる敵を撃つ」というものが圧倒的多数だが、これは、『敵と交戦するガンシューティングゲーム』では、史上初の『対戦型』 であり、勝利条件も対戦格闘ゲームと同じように、「相手のライフゲージをゼロにする、または制限時間ゼロになったとき、自分のライフゲージが相手のそれより上回る」というものである。
後述するが、「ガンコントローラーの上下でキャラクターを攻撃態勢、防御態勢に切り替える」、「足元のふたつのペダルで、自分のレーンを左右に移動する」という単純操作で、緊迫した西部劇の決闘の如き、「一対一」の銃撃戦が愉しめる。
なお、本作は、「完全な主観視点」の一般的なガンシューティングゲームとは違い、「第三者からの視点」である（TPSに似たビハインドカメラ方式）。

基本的には、（プレイヤーの射撃の邪魔にならぬように）常時、プレイヤーキャラクターの背後を映すビハインドカメラ方式だが、ズーム時、ジャンプショット時は、主観視点となる。

### ゲームモード
ストーリーモード
その場の攻略スキルを駆使して、数々のミッションをクリアし、ストーリーを進めていくモードで、選択したプレイヤーキャラクターによって、ストーリー展開が違う。
ミッションポイントが用意され、ミッションの失敗でそれがひとつ減り、そのミッションに再挑戦することになるが、ミッションポイントがなくなれば、ゲームオーバーになる。
ボーナスミッションもいくらか存在し、それに成功すれば、ミッションポイントが増える。
スコア制で、得点が高い者がランクインされる。
バーサスモード
「一対一」の純粋な対戦で、格闘ゲームと同じようなもの。
8名全てのキャラクター（自分が使っているのと同じキャラクター含む）と戦い抜く。
クリアタイム制で、早くクリアした者がランクインされる。

### 操作方法
操作デバイスは、ガンコントローラーと、足元のふたつのペダルである。

なお、ペダルについては、左右に存在し、踵を軸に、左右のペダルを踏み分けるようになっている。
攻撃
ガンコントローラーを画面に向けることで、攻撃態勢に入り、相手を銃撃できる。
防御
ガンコントローラーを画面外に向けることで、防御態勢に入り、遮蔽物に隠れる等する。
これと同時に、銃弾の再装填も行う。
移動
足元にあるペダルを踏むと、遮蔽物から、遮蔽物に移動する。
踏みっ放しにすると、自分のレーンの端まで駆け抜ける。
移動可能な場所には、画面端に矢印が表示されるが、移動不可能であれば「DEAD END（行き止まり）」と画面端に表示される。
移動中に銃を画面に向けて攻撃することもできるが、画面外に銃を向けていれば、防御力が少しだけ上がる。
転倒している際にペダルを連続で踏むと、早く起き上がれる。
また、障害物破壊（後述）に巻き込まれた際などの大きく吹き飛ばされるダウンの際、地面に落下する直前にタイミングよくペダルを踏めば、受け身を取って一瞬で起き上がれる。
ジャンプショット
ガンコントローラーを画面に向けている状態でペダルを二回連続で踏むと、画面がぼやけた状態で主観視点となり、自分のキャラクターが銃を構えたまま横に大きく跳ぶ。その間は攻撃力が上昇するが、跳んでいる間に相手に撃たれると転倒してしまい、逆に不利になるという欠点もある。
着地時、弾丸を再装填するために隙が生じる。隙の大きさはキャラクターにより異なる。
また、日本料亭ステージの中央にあるカウンターの上をスライディングすることも可能で、その状態で敵を撃ってもジャンプショットと同じ扱いとなる。
緊急回避
ガンコントローラーを画面の外に向けている状態でペダルを二回連続で踏むと、キャラクターが横に素早く跳ぶ。その間は受けるダメージが軽減される。
また、二回目にペダルを踏みっ放しにすると、通常よりも遠くに跳ぶことができる（ローレンスの場合、ペダルを離すかレーンの端に到達するまで転がり続ける）。
よろけ
短い時間に一定以上のダメージを受けると、キャラクターはよろけ状態になる（テツヤのように、特定の部位を撃たれると容易によろけるキャラクターもいる）。よろけ状態では攻撃も移動もできず無防備になってしまうが、緊急回避の操作をすればよろけ状態を即座に解除することが可能。この場合も、ガンコントローラーを画面に向けていればジャンプショット、向けていなければ緊急回避となる。
ズーム
敵に照準を一定時間当て続けると、カメラがズームして、（前述の通り）主観視点となり、相手が大きく表示される。
その間、攻撃力が上昇し、敵の頭部を撃てば「ヘッドショット」となり、大ダメージを与えられ、相手を転ばせることができる。
また、敵からズームされると、画面の四隅に赤い警告枠が表示されるが、このとき横移動しながらの射撃を敵に当てると「カウンターショット」となり、大ダメージが与えられる。
画面に銃口を向けると同時にペダルを踏むと、ほぼ一瞬でズームできるという「クイックズーム」もある。
ズームの際、キャラクターの両目が赤く光っている。
遮蔽物破壊
大抵の遮蔽物には固有の耐久力が設定されており、撃って耐久力を0にすると破壊できる。
その付近にキャラクターがいると、遮蔽物破壊の衝撃で大ダメージを喰らい、転倒する（そうでない遮蔽物もある）。
それで相手を転倒させた際、相手が転倒し始めてから起き上がるまでアップで映し出され、射線上の障害物の有無に関わらず、追い打ちが可能である。
相手がアップで映し出されている状態で、リロード、移動、緊急回避、更にはジャンプショットもできる（また、ヘッドショット、カウンターショットで相手を転倒させても、相手がアップで映し出されるが、遮蔽物破壊で転倒させたときと比べ、アップで映し出されている時間が短い）。
なお、自分が隠れている遮蔽物が破壊されそうになると、キャラクターの上に「!!」と書かれたフキダシが出る。
配管のバルブや室外空調機等を破壊して、そこから蒸気、煙を出すと、それに触れた敵の動きを（一時的に）止めることができる。

## ストーリー
近未来の20XX（にせんバツバツ）年8月、全世界の裏社会を統べていた「影の支配者」は、「黒い服の男（シャドウ）」に莫大な「遺産」を託して死んだ。
全世界の裏社会にかつてない衝撃を与えたこの事件をきっかけに、動き出した裏社会関係者の「代理人」たるアンドロイドたちが織り成す、「遺産」を巡る血なまぐさい激戦が始まる。

## 登場人物
このゲームの登場人物は、全員、アンドロイドである。そのため、両目が一瞬だけ赤く光ったり、連続で撃ち込まれるとスパークが出たり、服や皮膚が破れて機械の体が剥き出しになったりする。しかし、アンドロイドといっても、外見、服装が普通の人間と全く同じで、性格の方もときには人間以上に人間らしい一面を覗かせることもある。

### プレイヤーキャラクター
プレイヤーキャラクター達は、『RD-01』というGRI社の実験アンドロイドである。
テツヤ（鉄也）／TETSUYA
- 初心者向け／バランスタイプ

終身刑囚の日本人ヤクザの代理アンドロイド（獄中で、鉄也本人が操作している）。
自らの『組』への恩返しのための『遺産』を入手すべく、銃を手に取り、戦いに身を投じる。
黒地に白のラインが入っており、背中に般若の刺繍が入っているスカジャンを着用した、首にお守りを下げている、白髪の男。
全ての登場人物の中で彼だけが日本語を喋っている。
極端な長所や短所がなく、バランスの取れた性能のキャラクター。ジャンプショット後の硬直が他キャラと比べて非常に短いのが強みだが、脚を撃たれるとよろけやすい。
武装：ハンドガン（装弾数：10発）
コルト・ガバメントと思われる拳銃。
銃の性能としては、これといった特徴もない。リロード速度が最も速い方。
アレキサンダー／ALEXANDER
- 初心者～中級者向け／遠距離戦タイプ

過去の記憶を失っている、ロシアンマフィアの構成員。
上半身裸で、至る所傷だらけで、筋骨隆々で屈強な体格の男。
元ロシア軍の軍用アンドロイド（≒元軍人）であり、武器、兵器の類の扱いに長けている。
ロシアンマフィアの命により、『遺産』奪取に出向く。
移動速度は少し遅めだが、上半身裸の割には防御力がやや高い。
武装：スコープガン（装弾数：8発）
上部に照準眼鏡を取り付けた拳銃。
ズームの速度が全てのキャラクターのなかで最も速く、遠距離狙撃向きである。一発あたりの威力はテツヤとほぼ同等。
ミンファ／MING-HUA
- 初心者～中級者向け／近中距離戦タイプ

丈がかなり短いチャイナドレスを身に纏った、泥棒稼業の艶やかな中国系の美女。
『黒い服の男（シャドウ）』の情報を売り、あらゆる組織から大金を巻き上げ、さらに『遺産』の横取りをも画策する。
また、彼女には、自分の身体の寿命（バッテリー切れ）が近付いており、延命（バッテリー購入）のために金が要るという、どうしても譲れぬ事情もある。
動きは素早いが、防御力が低めでよろけやすい。
武装：二丁拳銃（装弾数：10発×二丁=20発）
ベレッタM9000Sと思われる小型拳銃を、二丁で使っている。
二点射（引き金を一回引く毎に、二発発射）で、通常の攻撃力も高いが、特にジャンプショットの攻撃力が抜きん出て高い。攻めを重視したスタイルでの戦いを得意とする。
チャーリー／CHARLIE
- 中級者向け／スピードタイプ

金髪で、黒いスーツに赤いシャツという正装。イギリス系の男。
とある国の特殊工作員で、祖国のために『遺産』奪取の任にあたっており、GRI社（『黒い服の男（シャドウ）』の組織）に潜入していたが、それが発覚し追われる身になる。
防御力はかなり低いが、敏捷性なら全キャラクター中トップクラス。
武装：マシンガン（装弾数：20発）
H&K MP7A1と思われるサブマシンガン。
一発あたりの攻撃力が低いが、引き金を引いたまま連射できるので、持ち前の素早さを活かして動き回り、弾幕を張るという戦い方を得意とする。
ローレンス／LAURENCE
- 中級者～上級者向け／接近戦タイプ

赤いバンダナを頭に巻き、サングラスを掛けている、両腕に刺青を入れた、肥満体で髭面のアメリカ系の男。
GRI社（『黒い服の男（シャドウ）』の組織）の施設から脱走した際、愛犬ワシントンを『黒い服の男（シャドウ）』に殺されており、『黒い服の男（シャドウ）』を憎悪する。
その太った体型の誇る防御力は最高で、防御態勢に入っている（ガンコントローラーを画面外に向けている）際、障害物破壊に巻き込まれても転倒しないほど。しかし動きは非常に鈍重で、ジャンプショットすると他キャラクターのように一回転して体勢を整えられず、腹から落下して莫大な隙をさらすことになる。また身体の大きさが災いして、被弾判定が大きく敵に狙われやすい。
前述の通り、遠距離緊急回避をレーンの端に到達するまで任意に継続できる（遮蔽物を通り越すことも可能）。防御力上昇と被弾判定の縮小という緊急回避の効果を長時間得られるので、この状態で強引に敵に接近して至近距離での乱戦に持ち込む戦法を得意とする。
武装：ショットガン（装弾数：4発、一発につき最大7HIT）
ベネリM3と思われるショットガン。弾は散弾であるため、敵との距離が開いていると攻撃力の減衰が大きい。
一発で7HITする至近距離での破壊力は、全キャラクター中最高である。
他方、ズーム速度が最も遅く、狙撃については期待できない（ただし、クイックズームなら話は別）。
シックス／SICKS
- 上級者向け／テクニカルタイプ

蒼白の肌で、左目の部分が緑色の前髪で覆われており、手足が長く、不気味な雰囲気を漂わせている男。
GRI社（『黒い服の男（シャドウ）』の組織）に雇われている殺し屋（ただし、ストーリーモード後半では『解約』という理由で裏切っているが）。
また、前述のミンファとは、過去に何らかの浅からぬ因縁がある（ミンファ曰く「彼を見ると、吐き気がする」らしい）。
本人曰く『美食家（グルメ）』。
かなり「イカれた」言動が多く、字幕（フキダシ）で平仮名表記されるべき部分が、全て片仮名になっている。
光学迷彩を装備していて、防御姿勢（ガンコントローラーを画面外に向けた状態）ならば、一定時間、姿を消した状態で移動することが可能（姿を消している間、カメラはシックスの姿を追わない。ただし、空間が僅かに人型に歪むので、よく見ていればどこに移動したかを察知することはできる）。
移動速度の速さと光学迷彩によって相手を惑わす戦法を得意とするが、防御力はかなり低く装弾数も少ない。
武装：リボルバー（装弾数：6発）
トーラス・レイジングブルと思われる大口径のマグナムリボルバーで、攻撃力が少し高く、ズーム速度も速い。
また、全弾装填した状態から連続6HITさせると、6発目にボーナスダメージが付加される。

### ボスキャラクター
シンディと『黒い服の男（シャドウ）』については、隠しコマンドで、バーサスモードでのみ、プレイヤーキャラクターとして使用することができる。

コインを投入し、タイトル画面で画面に銃を向けた状態で、「左ペダル→右ペダル→トリガー→左ペダル→トリガー→右ペダル→右ペダル→左ペダル→トリガー→トリガー」と入力し、効果音が鳴れば、使用できるようになる。

ただし、そのプレイのみ有効でしかなく、ゲームオーバーになればその時点でリセットされ、再度コインを投入し、コマンドを入力せねばならない（コンティニューした場合はリセットされない）。
シンディ／CINDY
- 上級者向け／一撃必殺タイプ

バーサスモードの中ボス的存在。
『RD-01』の開発に際しての実験で両親を喪っており、『RD－01』（及び、そのメーカーである『GRI社』）に対する激しい復讐心を持っている。
黒いライダースーツに身を纏っているアメリカ系の女性。
プレイヤー操作時は、長い金髪でサングラスを掛けており、ライダースーツの胸がはだけている。
CPU操作時は、ライダースーツの胸がはだけておらず、フルフェイスのライダーヘルメットを被っている。
防御力がかなり低く、ジャンプショット後の隙が大きい。
武装：グレネードガン（装弾数：1発）
着弾と同時に爆発する擲弾（グレネード）を使用している、グレネードランチャー（ただし、爆発する範囲は狭い）。
近距離戦に強いローレンスのショットガンとは違い、どの距離でも破壊力抜群で、構え状態で直撃すると転倒するうえ、大ダメージを喰らう（ただし、防御力の高いローレンスの場合は、構え状態で喰らっても転倒しない。また、全キャラクター共通だが、防御状態で喰らうと、キャラクターが大きくよろけてしまう）。
装弾数がたったの一発しかなく、加えて、リロード速度、ズーム速度がすこぶる遅い。
黒い服の男（シャドウ）／SHADOW
- 中級者向け／特殊タイプ

本作バーサスモードでの最終ボス、及び、ストーリーモードの中ボス。
『影の支配者』から莫大な『遺産』を託された後継者たる男（しかし実際は『影の支配者』に利用されただけであり、『影の支配者』の捨て駒のような存在でしかなかった）。
「ダンディ」を地で行くような佇まいで、黒いスーツを着ており、金髪のオールバックで髭を蓄えている。
威厳があり知的な印象を受けるが、実際は破壊を自らの悦びとしており、常にそれを渇望しているという、テツヤに『破壊兵器』とまで評されてしまったほどの、頗る危険な性格の持ち主である。
表向きは『GRI社』なる巨大企業の社長だが、実際は、巨大犯罪組織を牛耳っている人物。
今回の戦いに備え、ペインティングされたヘルメットを付けた自分の『影武者』を量産した（その『影武者』は、フルフェイスのヘルメットを着けたシンディと姿が酷似しており、彼女を『黒い服の男（シャドウ）』、もしくはその替え玉と誤解する者が多くいた）。
『遺産』を餌に、本人のいう『失敗作』を一纏めに処分せんとする。
バーサスモードで彼を倒すと、ゲームクリアとなり、エンディングになる。
ストーリーモードでは、移動の際、光学迷彩で姿を完全に消しており、攻撃方法は銃撃のみならず、左手に持っているリモコンで、胸像に高威力のビームを発射させたりもしている。
防御力が低い。
武装：以下の3丁のうち、ラウンド毎にランダムで決定される（3丁とも装弾数：6発）。
マシンピストル
ベレッタM93Rと思しき、中距離戦用のマシンピストル。
3点射（トリガーを一回引く毎に3発連射）だが、装弾数が6発であるため、二回程度しかトリガーを引けない（その分、一発あたりの威力が高い）。
スコープガン
照準眼鏡を上部に装備した拳銃。
遠距離戦用で、ズーム速度が速い。
散弾リボルバー
ショットガンのような散弾を使う、大型リボルバーである。
近距離戦用で、弾が広範囲に散らばる（一発につき最大5HIT）。
影の支配者
本作ストーリーモードの最終ボス（プレイヤーキャラクターとして使用不可）。
『黒い服の男（シャドウ）』に『遺産』を託して死んだと思われていたが、それは彼が意図的に流したニセ情報である。
ストーリーモードで、『黒い服の男（シャドウ）』を倒すと出現する。
GRI社が製作した実験体アンドロイド：『RD-01』を世界各地に送り込み、各々の個体に経験を積ませ、然るべきときに自分が死んだと偽装し、『遺産』を餌に、全世界の裏社会で活動している『RD-01』を誘き寄せた。
『黒い服の男（シャドウ）』をも利用し、『RD-01』を全て始末、『RD-01』に残っていたデータを自分の力とするべく、一纏めに集積せんとした。
つまり『遺産』を巡る今回の戦いは、『影の支配者』が、全てに於ける最強の力を入手せんと仕組んだ、途轍もない陰謀であったといえる。
空中を飛び回りながら、ビット（遠隔操作兵器）を駆使して戦う。

## 余談
- ストーリーモードのランキングに表示される称号は全て、『ハバネロ』、『豆板醤（トウバンジャン）』、『山葵（ワサビ）』（実際は全て英語表記）など、「辛いもの」、もしくは、「香辛料」の類である。
- 開発を担当していた西山泰弘（現：セガ・インタラクティブ第一研究開発本部長）は、「高難易度のゲーム内容となってしまい、最終的には失敗作だった」と述べている[2]。